# Улица Маршала Прошлякова
У́лица Ма́ршала Прошляко́ва — улица, расположенная в Северо-Западном административном округе города Москвы на территории района Строгино.

## История
Предыдущее название — проектируемый проезд № 607. Проезд переименован 9 октября 2012 года в улицу Маршала Прошлякова в честь Героя Советского Союза, маршала инженерных войск А. И. Прошлякова — одного из непосредственных организаторов обороны столицы и участника боёв под Москвой в 1941 г.

## Расположение
Улица Маршала Прошлякова проходит как продолжение Лыковского проезда от пересечения с 2-й Лыковской улицей с юга и 3-й Лыковской улицей с севера, затем с севера примыкает два безымянных проезда, затем с юга примыкает безымянный проезд, соединяющий улицу с транспортной развязкой с проспектом Маршала Жукова. Значительная ширина улицы объясняется тем, что до конца 2007 года проектируемый проезд № 607 имел пересечение с МКАД и выход на Новорижское шоссе, однако с открытием Северо-Западного тоннеля этот участок был отрезан от магистрали и превращён в тупик, не доходящий до транспортной развязки МКАД с проспектом Маршала Жукова и Новорижским шоссе. Нумерация домов начинается от Одинцовской улицы.

## Транспорт

### Автобус
- 310 (Станция метро «Щукинская» — ТЦ «Метро»),
- 626 (Станция метро «Молодёжная» — Станция метро «Строгино»),
- 654 (Улица Маршала Прошлякова — 3-й микрорайон Строгина),
- 782 (2-я Лыковская улица — Таллинская улица).

### Метро
- Станция метро «Строгино» Арбатско-Покровской линии — севернее проезда, на Строгинском бульваре.